# Aritz Elustondo Irribarria
Aritz Elustondo Irribarria (Sant Sebastià, 28 de març de 1994) és un futbolista basc que juga per la Reial Societat com a defensa central.

## Carrera esportiva
Elustondo es va formar al planter de la Reial Societat. El 13 de juliol de 2012 fou cedit a la SD Beasain de la tercera divisió, club amb el qual debutà en la categoria.
Elustondo va retornar al seu alma mater el juny de 2013, per formar part del planter de la Reial Societat B a la segona divisió B. El 31 de gener de 2014 va renovar el seu contracte fins al 2016.
El 14 de gener de 2015 Elustondo va debutar amb el primer equip, sortint com a titular en un empat a casa 2–2 contra el Vila-real CF a la Copa del Rei. Va debutar a La Liga tres dies després, en una derrota per 0–1 a casa contra el Rayo Vallecano.
Elustondo va marcar el su primer gol com a professional el 31 de gener de 2015, tot i que fou en una derrota per 1–4 contra el Reial Madrid CF. El 3 de gemer de l'any següent, després d'haver estat jugant regularment amb Eusebio Sacristán, va signar nou contracte amb els Txuri-urdin fins al 2020.
Elustondo es va mantenir a l'equip els anys següents, i va signar un nou contracte el 2018 fins al juny de 2022, i l'agost de 2020 fins al juny de 2024.

## Palmarès
Reial Societat
- 1 Copa del Rei: 2019-20[9][10]